# Batalla de Governolo
La batalla de Governolo de 28 d'agost de 1397 fou un dels combats entre la lliga de prínceps italians i els Visconti.

## Antecedents
En 30 de març de 1397 Joan Galeàs Visconti va entrar en guerra amb Màntua, encarregant a Jacopo dal Verme atacat en direcció a Borgoforte, a la que va posar setge, i Ugolotto Biancardo en direcció a Verona, enviant les provisions pel riu Po i a Alberico da Barbiano en direcció a Pisa per impedir reforços florentins. Després de devastar el territori, Biancardo es va dirigir a Mantua. Francesc I Gonzaga, capità del poble de Màntua, després de l'entrada al serrallo de Màntua dels milanesos s'havia refugiat a Governolo on quedà assetjat, mentre la flota del duc de Milà estava estacionada al Po, i va demanar ajuda als prínceps italians, responent a la crida la República de Florència, Bolonya, que va enviar Giovanni Bentivoglio, Ímola a Ugo di Montfort, Ravenna i Faenza a Pandolfo III Malatesta, i Pàdua a Carlo I Malatesta, que seria el comandant de l'exèrcit.
En 14 de juliol Jacopo dal Verme va cremar un dels ponts, i la flota milanesa va fer fugir l'aliada, cremant el serrallo i arribant a les portes de la ciutat. Gonzaga va demanar ajut a la República de Venècia, que va aportar set galeres i molts vaixells.

## Batalla
Carlo I Malatesta amb les tropes aliades va creuar el Po a Bondeno i va atacar l'armada de Ugolotto Biancardo, derrotant-lo i aconseguint entrar a Governolo, on va arribar també el duc de Màntua i van lluitar derrotant Biancardo. Mentrestant els Ferraresos i Mantovans van atacar els seus vaixells els dels milanesos posar-los en fugida.

## Conseqüències
Després d'aquests esdeveniments, l'exèrcit principal de Jacopo dal Verme, acampats al serrallo de Màntua, va entrar en pànic a causa de les dues derrotes infligides pels aliats, va abandonar el menjar i l'equipatge i va fugir, caient en mans dels guanyadors, a més d'equipatge i els aliments, més de dos mil cavalls, i cinquanta naus armades, i Gonzaga va recuperar Borgoforte i Mellora.
Després de la derrota d'Ugolotto Biancardo a Governolo, Visconti el cridà per atacar la Lliga antivisconti, derrotant-los a la batalla de Borgoforte, i un cop arribats a les portes de Màntua va signar un armistici.